# Арасан (оздоровчий комплекс)
43°15′33″ пн. ш. 76°56′55″ сх. д. / 43.25917° пн. ш. 76.94861° сх. д.
«Арасан» (у перекладі з казахської — тепле джерело) — оздоровчий комплекс в Алмати.

## Лазні Алма-Ати
До революції у Вірному (тепер Алмати) було дві міські бані, які офіційно називалися «Торгові народні бани братів Титових» та «Баня Жиленкова». Більшість місцевого населення милося в цих банях, але їх стан не відповідав санітарним нормам. Проблема з банями була дуже серйозною, що підтверджується приказом № 44 Семиреченського обласного Революційного комітету від апреля 1921 року про «Об обеспечении населения Туркестанской республики банями». У 1926 році на вулиці Фонтанні була побудована баня № 1 з 12 окремими номерами та двома загальними приміщеннями на 33 особи кожне. Пізніше були побудовані ще дві бані на вулицях Октябрьській та Гоголевській. У 1950-х роках у місті функціонувало п'ять бань на 703 місця. Після зростання населення до 1 мільйона людей, норми забезпечення банями не були дотримані практично в два рази (1,6 замість 3,0 місця на 1000 жителів).

## Оздоровчий комплекс
Однією з вимог до проекту оздоровчого комплексу стала його архітектурна унікальність. Це було зумовлено соціалістичним змаганням між Казахською РСР та Узбецькою РСР. У 1974 році в Ташкенті було збудовано масштабний комплекс східних лазень.
Споруджений в 1979–1982 роках під керівництвом групи архітекторів і конструкторів (В. Т. Хван, М. К. Оспанов, В. В. Чечелев, К. Р. Тулебаєв та ін.) на місці лазень 1935 на вулиці Гоголя. У комплекс «Арасан» входять східні, російські та фінські лазні, водолікарня, душовий павільйон, дитяче відділення. Комплекс споруджений у так званому «Золотому квадраті» міста.
Після здобуття незалежності Казахстану комплекс продовжував перебувати у державній власності, проте був повністю зданий в оренду.
У 2006 році орган, що мав повноваження, виявив порушення санітарно-гігієнічних норм у деяких приміщеннях оздоровчого комплексу. Це призвело до закриття цих приміщень за рішенням суду. Після цього було заявлено, що будівля буде відремонтована протягом року.
У 2010 році під час проведення масштабних будівельних робіт в одному з відділень комплексу сталася пожежа.
Реконструкцію всього комплексу було завершено у 2012 році.
У 2016 році будівлю оздоровчого комплексу було знову реконструйовано. У ході відновлювальних робіт здійснено капітальний ремонт. Східний колорит і неповторність будівлі не зачепили під час реконструкції.
Проект реконструкції розроблений найкращими архітекторами світу та націлений на функціональні якості.

## Архітектура
Згідно з проектом, розраховано на обслуговування 2,5 тисячі людей на день. Об'єм споруди близько 100 тис. м3. Будівля каркасна з цегляними стінами, має 5 поверхів, де розміщуються технічні приміщення та приміщення функціонального призначення. Домінуючий у просторовій композиції західний корпус має напівциркульне обрис і увінчаний ребристим куполом. Найменші за розміром бані перекривають банні зали. Оздоровчий комплекс збудовано з урахуванням сейсмічності Алма-Ати. До його складу входять 12 павільйонів. 6 куполів виконані зі збірного залізобетону. У декоративному оздобленні інтер'єру використано цінні породи каменю, дерева, кераміка, гіпс. При оздобленні фасаду будівлі використані граніт та мармур.

## Статус пам'ятника
26 січня 1984 року оздоровчий комплекс було включено до Державного списку пам'яток історії та культури місцевого значення Алма-Ати.
10 листопада 2010 року було затверджено новий Державний список пам'яток історії та культури місцевого значення міста Алмати, одночасно з яким усі попередні рішення з цього приводу були визнані такими, що втратили чинність. У цій Постанові було збережено статус пам'ятника місцевого значення будівлі оздоровчого комплексу. Кордони охоронних зон були затверджені в 2014.